# 김민준 (2000년 2월)
김민준(金民俊, 2000년 2월 12일 ~ )는 대한민국의 축구 선수로 포지션은 오른쪽 윙어, 왼쪽 윙어이며 현재 K리그1 강원 FC 소속이다.

## 클럽 경력
울산 현대의 산하 유소년 팀인 현대고등학교 축구부 출신으로, 울산 현대의 지명을 받은 후 울산대학교 축구부에 입단하였다.
K리그1 2020 시즌을 앞두고 울산 현대와 프로 계약을 체결하였다. 2021년 3월 6일에 열린 광주 FC와의 리그 경기에서 프로 데뷔골을 기록했다.
2025 시즌을 앞두고 강원 FC로 이적하였다.